# Temple of the Dog
Temple of the Dog est un groupe de grunge américain, originaire de Seattle, dans l'État de Washington. Il est formé en 1990 par Chris Cornell (chanteur de Soundgarden) pour rendre hommage à son colocataire et ami Andrew Wood (chanteur du groupe Mother Love Bone) mort d'une overdose au cours de l'année. Il fut rejoint par Stone Gossard et Jeff Ament (tous deux membres de Mother Love Bone puis de Pearl Jam), Matt Cameron (batteur de Soundgarden), Eddie Vedder et Mike McCready (futurs chanteur et guitariste  de Pearl Jam).
La formation ne compte qu'un seul album, Temple of the Dog, le 16 avril 1991. Le single de cet album fut Hunger Strike, chanson sur laquelle Eddie Vedder chante en duo avec Chris Cornell. Cette chanson fera aussi l'objet d'un clip vidéo et devint l'un des premiers tubes du mouvement grunge. Le nom du groupe provient des paroles d'une chanson de Mother Love Bone, Man of Golden Words.

## Histoire
La mort d'Andrew Wood, à cause d'une overdose d'héroïne, le 16 mars 1990 affecte profondément son ami Chris Cornell, qui écrit deux chansons, Reach Down et Say Hello 2 Heaven en hommage au défunt, . Pour les enregistrer, il pense naturellement à Jeff Ament et Stone Gossard, deux amis et ex-membres de Mother Love Bone. Ceux-ci étaient en train de fonder un nouveau groupe appelé provisoirement Mookie Blaylock avec notamment Eddie Vedder et Mike McCready. À cette époque, Pearl Jam n'existait pas encore et Soundgarden n'avait pas encore le succès qu'il connaitra plus tard. Il devient rapidement évident lors des répétitions, qu'un single ne suffirait pas et les musiciens décident d'enregistrer un album studio. Il ne faut qu'une quinzaine de jours pour l'enregistrer aux London Bridge Studios à Seattle, le groupe le produisit avec Rick Parashar, propriétaire des lieux. Le 13 novembre 1990, le groupe (sans Vedder) donne son unique concert complet au Off Ramp Cafe de Seattle.
L'album, l'éponyme Temple of the Dog, est publié le 16 avril 1991 au label A&M Records, et se vend à l'origine à 70 000 exemplaires aux États-Unis. Ament se souvient qu'A&M souhaitait y apposer un autocollant Pearl Jam sur la couverture, mais le groupe refusa. L'album est bien accueilli par la presse spécialisée, mais n'atteint pas les classements. Le critique Steve Huey d'AllMusic attribue à l'album une note de quatre étoiles sur cinq expliquant qu'« on dirait un pont entre le rock des années '70 de Mother Love Bone et le sérieux hard rock de Pearl Jam ». David Fricke de Rolling Stone écrit, avec du recul, que l'album « mérite l'immortalité ».
Chris Cornell et Matt Cameron retrouvent Soundgarden pour l'enregistrement de l'album Badmotorfinger et Stone Gossard, Jeff Ament, Mike McCready et Eddie Vedder avec le batteur Dave Krusen entrent en studio sous le nom de Pearl Jam pour enregistrer leur premier album, Ten.

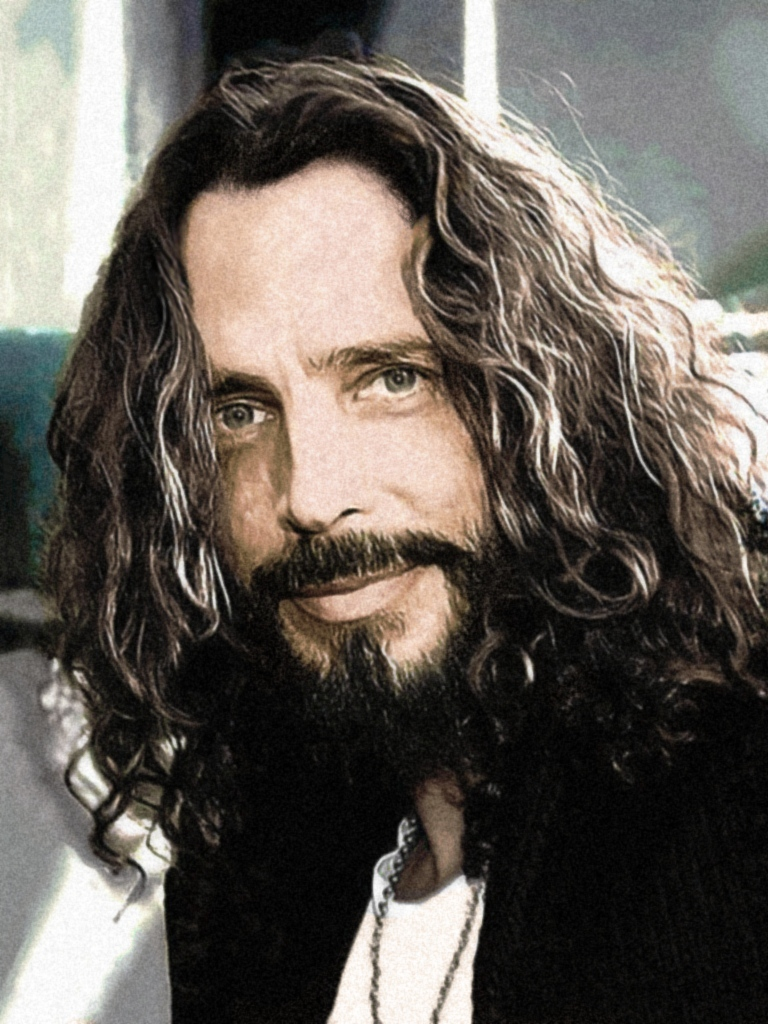
Chris Cornell
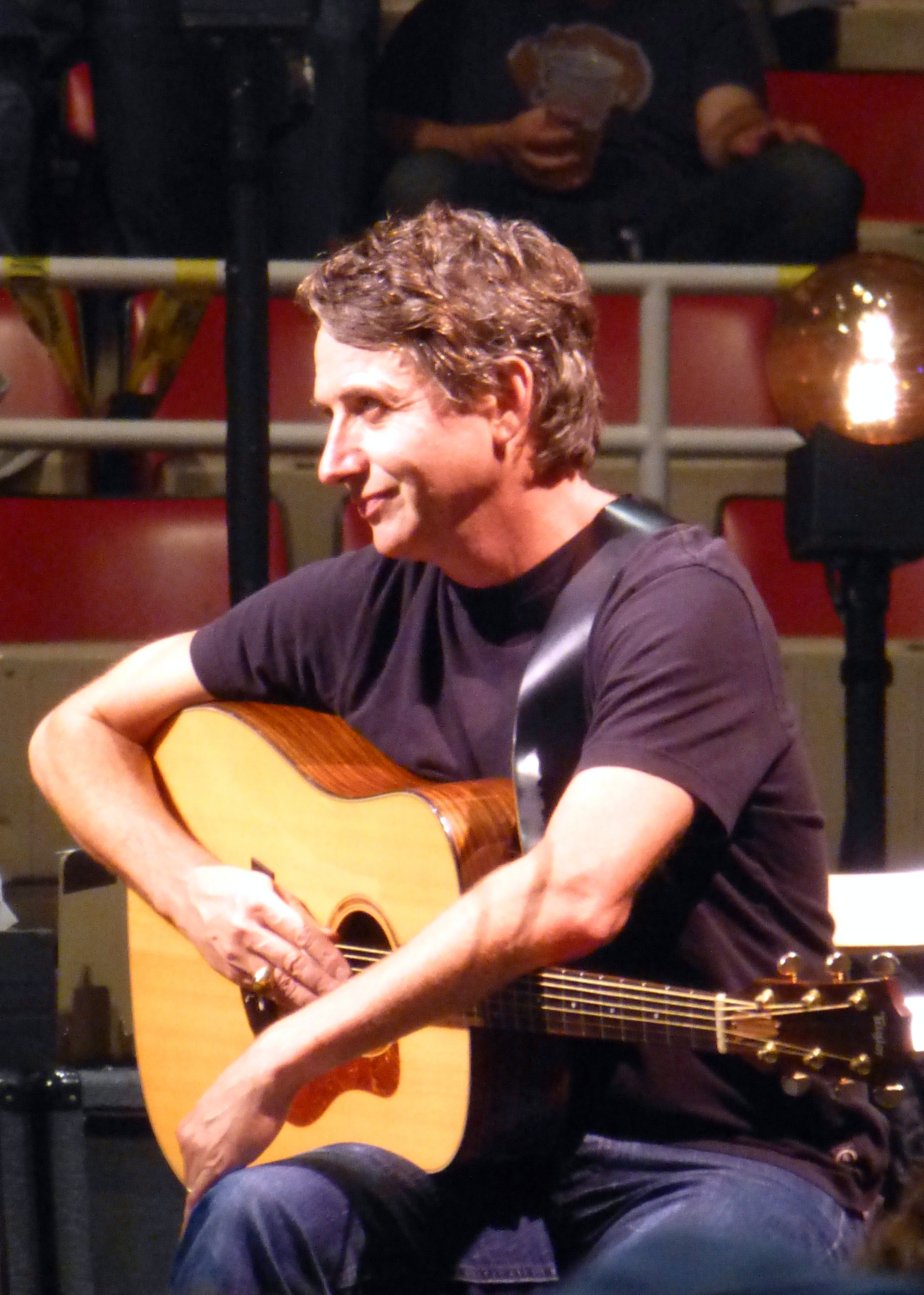
Stone Gossard
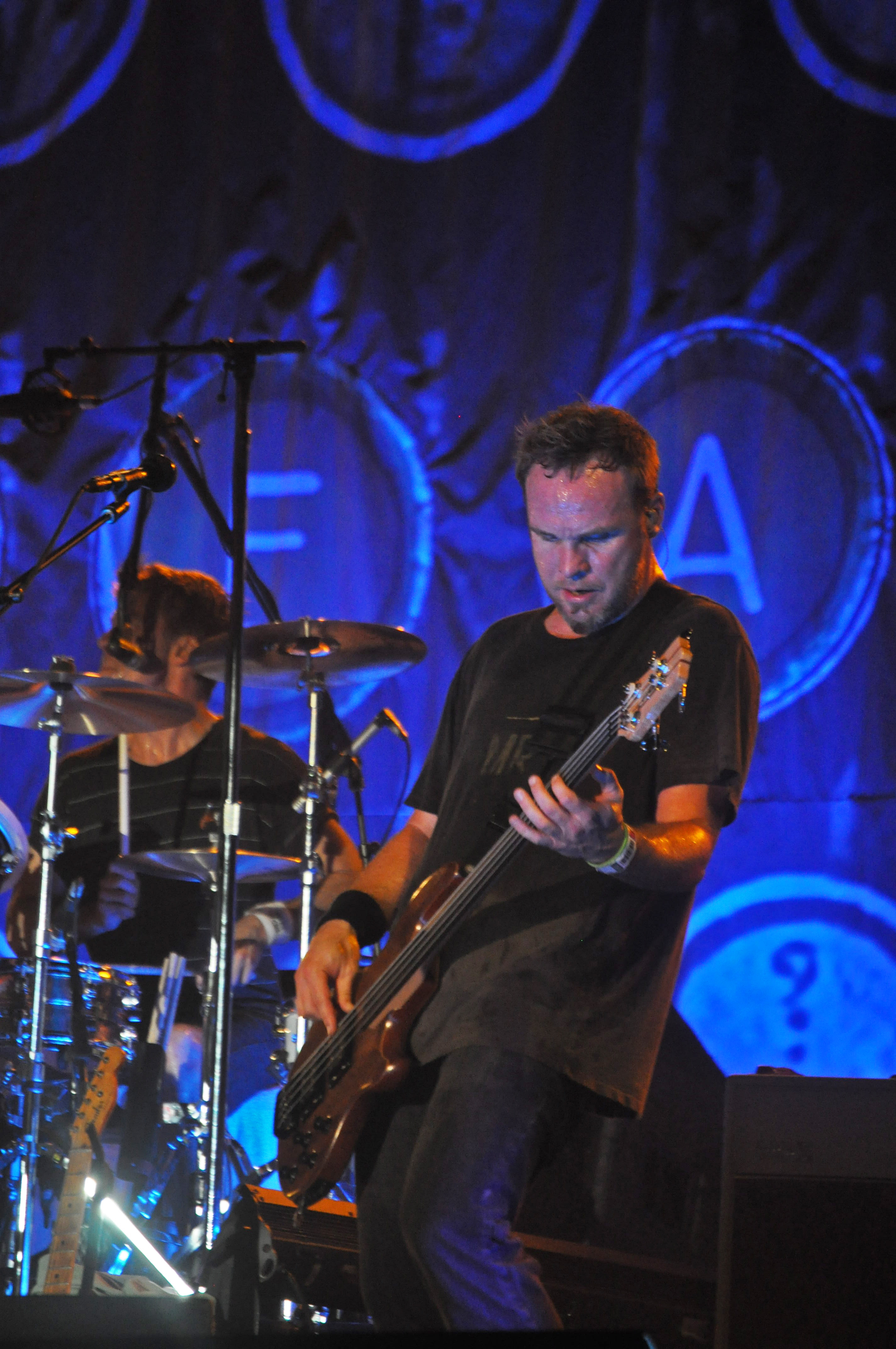
Jeff Ament
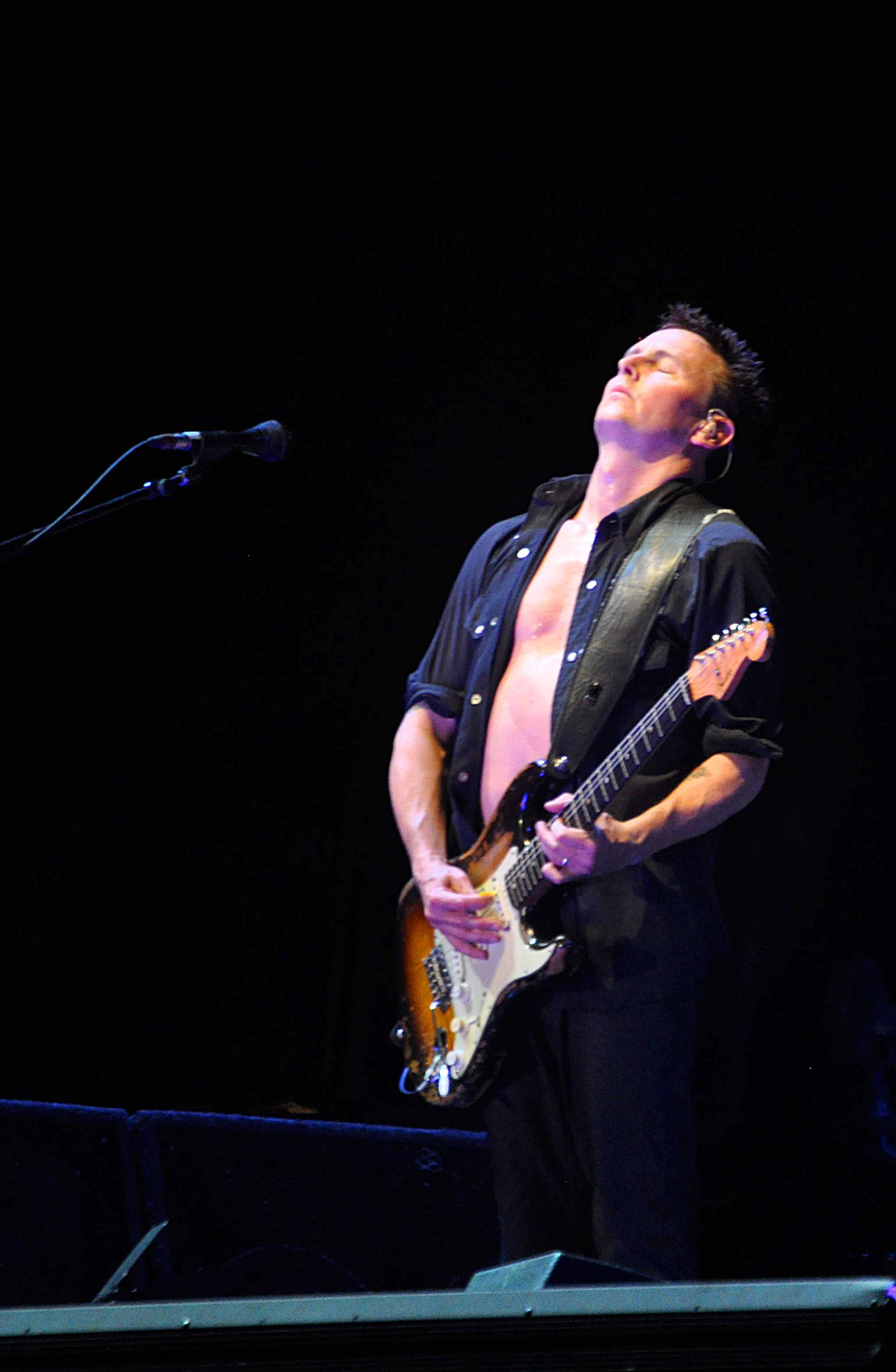
Mike McCready
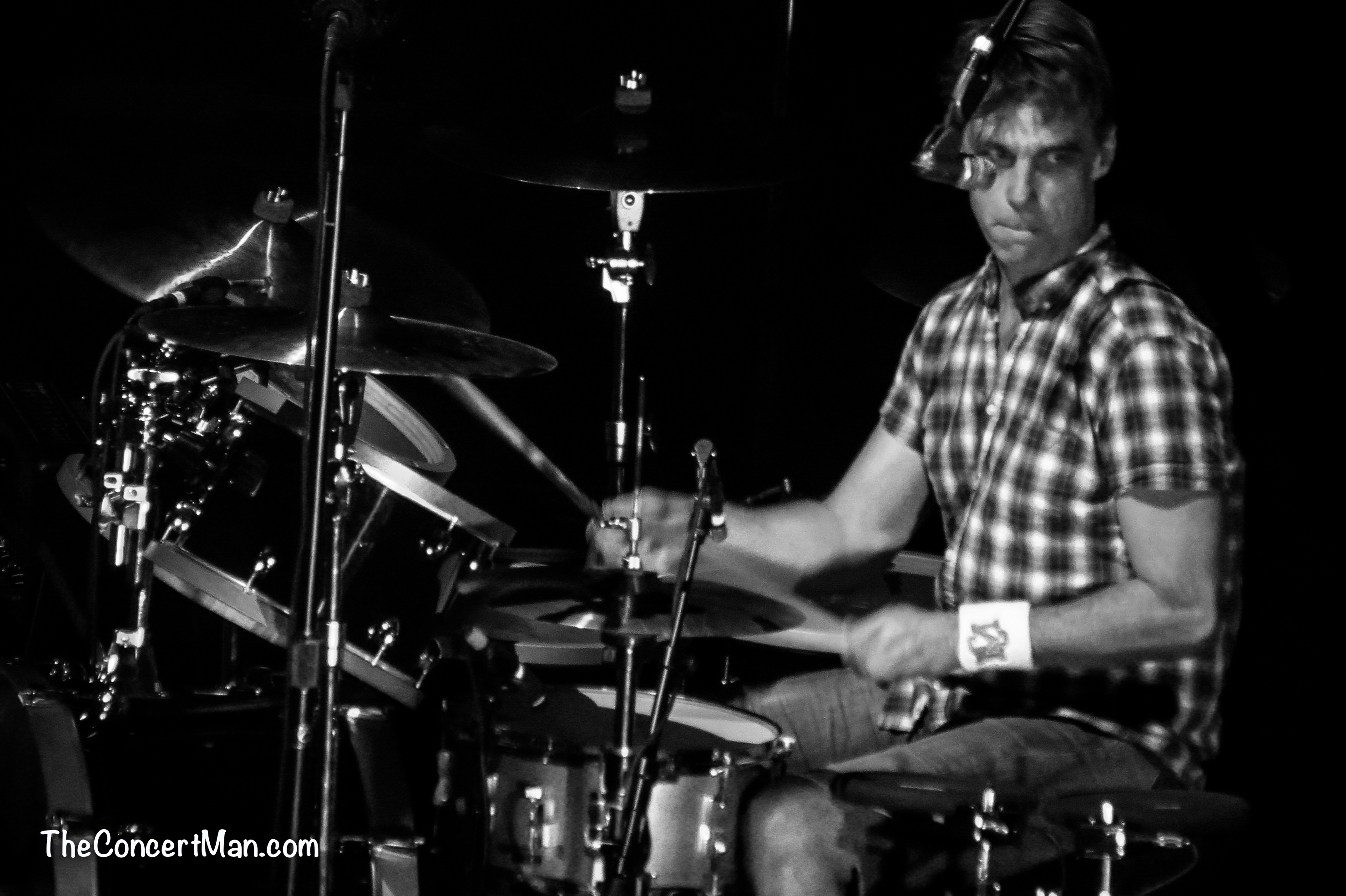
Matt Cameron
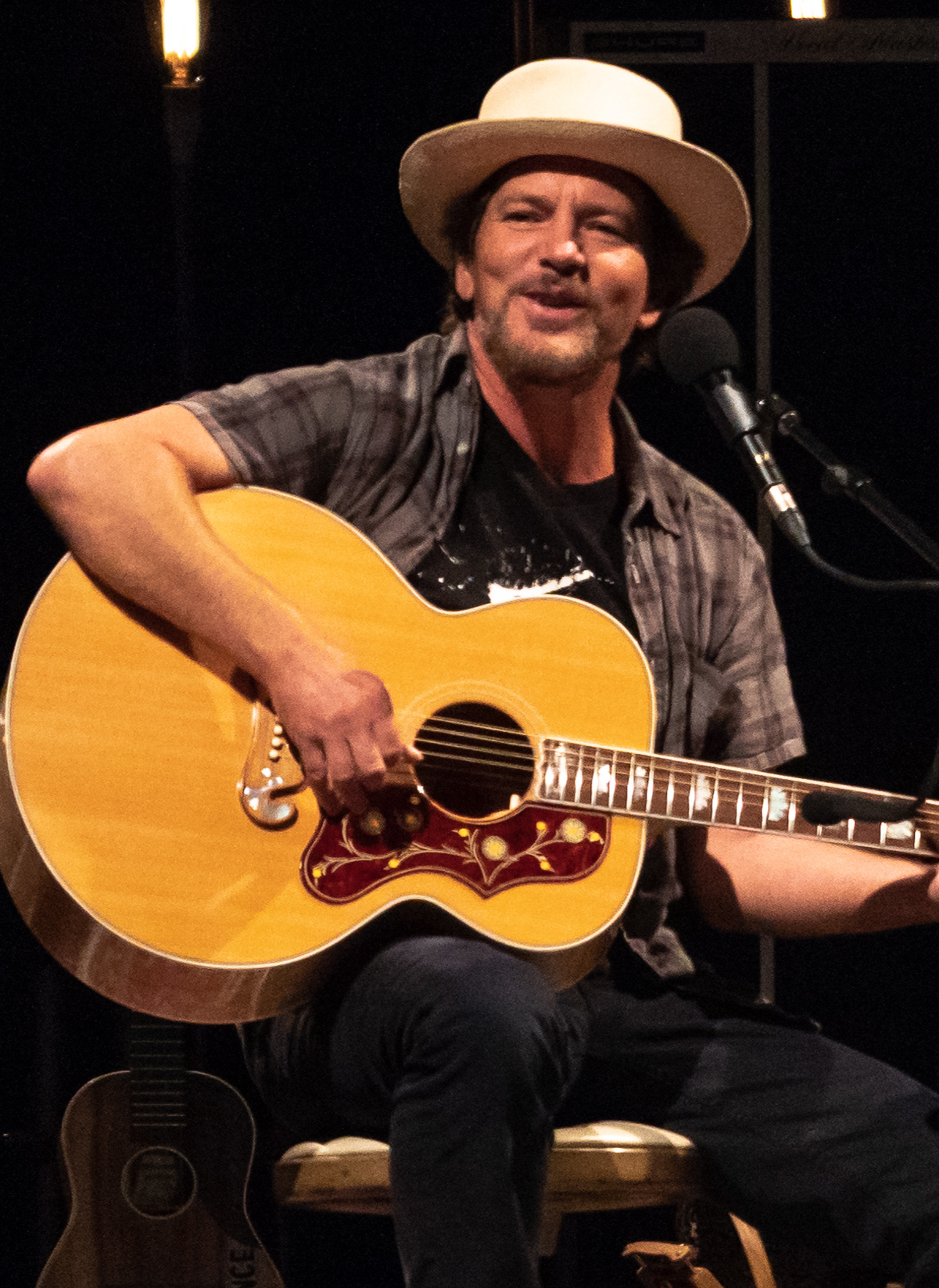
Eddie Vedder

En été 1992, l'album attire un nouvel intérêt. Bien qu'il soit sorti un an plus tôt, A&M Records se rend compte que ce qu'ils avaient dans leur catalogue était essentiellement une collaboration entre Soundgarden et Pearl Jam, qui se populariseront quelque temps après la sortie de leurs albums respectifs, Badmotorfinger et Ten. A&M décide de rééditer l'album et de faire la promotion de Hunger Strike en single accompagné d'un clip qui a déjà été tourné. Cet intérêt permet à l'album de se classer n°5 au Billboard 200. Le single atteint la 4e place et Say Hello 2 Heaven la 5e. L'album devient parmi les 100 mieux vendus en 1992. Temple of the Dog finira par se vendre à un million d'exemplaires, étant ainsi certifié disque de platine par la Recording Industry Association of America (RIAA).
Depuis 2003, le groupe se reforme occasionnellement sur scène. Chris Cornell rejoint régulièrement Pearl Jam en concert pour y chanter certains titres de Temple : au Santa Barbara Bowl en 2003, au Gibson Amphitheatre de Los Angeles en 2009, à Alpine Valley Music Theatre (en) dans le Wisconsin en 2011 (à l'occasion des 20 ans de Pearl Jam), en 2014 à Mountain View (Californie). C'est la dernière fois que Chris Cornell et Eddie Vedder chantent Hunger strike en duo,. Chris Cornell intègre dans ses concerts solo plusieurs titres de Temple dont Hunger strike et Call me a dog.
En 2016, pour le 25e anniversaire de la sortie de l'album, le groupe se reforme sans Eddie Vedder à l'occasion de cinq concerts à l'automne,. L'album ressort dans une version remastérisée contenant 2 cd.

## Membres
- Chris Cornell – chant, banjo, guitare, harmonica (décédé)
- Mike McCready – guitare solo, chœurs
- Stone Gossard – guitare rythmique, chœurs
- Jeff Ament – basse, chœurs
- Matt Cameron – batterie, chœurs
- Eddie Vedder – chœurs, chant, guitare (invité)

## Discographie
- 1991 : Temple of the Dog (16 avril)